# Cantón Chone
Cantón Chone är en kanton i Ecuador.   Den ligger i provinsen Manabí, i den västra delen av landet, 180 km väster om huvudstaden Quito.